# جون هارفي كيلوغ
جون هارفي كيلوغ (بالإنجليزية: John Harvey Kellogg)‏ هو شخصية أعمال ومخترِع وطبيب واخصائي تغذية أمريكي، ولد في 26 فبراير 1852 في بلدة تيرون في الولايات المتحدة، وتوفي في 14 ديسمبر 1943 في باتل كريك في الولايات المتحدة.

## وصلات خارجية
- جون هارفي كيلوغ على موقع الموسوعة البريطانية (الإنجليزية)
- جون هارفي كيلوغ على موقع إن إن دي بي (الإنجليزية)